# Linia 2 metra w Szanghaju
Linia 2 – linia na osi wschód-zachód sieci metra w Szanghaju, przecinająca się z linią 1 północ-południe na Placu Ludowym. O długości prawie 64 km, jest to najdłuższa linia metra. Linia 2 biegnie od Xujing Dong na zachodzie do Pudong Guoja Jichang na wschodzie, przechodząć przez Port lotniczy Szanghaj-Hongqiao, rzekę Huangpu i dzielnicę finansową Lujiazui w Pudong. Jest to jedyna linia, która obsługuje oba lotniska. Wschodnia część linii, z Guanglan Lu do Pudong Guoja Jichang, działa tylko od 6:30 do 21:00.